# Комкино (Тверская область)
Баталино — деревня в Фировском районе Тверской области России. В рамках организации местного самоуправления входит в состав муниципального образования Рождественское сельское поселение.

## География
Деревня находится в северо-западной части Тверской области, в зоне хвойно-широколиственных лесов,  по обе стороны реки Шлина в месте её истока из озера Шлино. Воды между Шлино и Шлина регулирует большая плотина, расположенная на одном конце деревни.
Комкино находится в регионе богатом ягодами (в частности, дикая ежевика и малина) и грибами. 

### Климат
Климат характеризуется как умеренно континентальный. Среднегодовая температура воздуха — 3,8 °C. Средняя температура воздуха самого холодного месяца (января) — −10,5 °C (абсолютный минимум — −50 °C), средняя температура самого тёплого (июля) — 17,3 °С (абсолютный максимум — 36 °С). Годовое количество атмосферных осадков составляет 620—660 мм, из которых большая часть выпадает в тёплый период. Среднегодовая скорость ветра — 3,5 м/с, варьирует от 4,2 м/с в ноябре до 3 м/с в августе.

## Население
| 2010 |
| ---- |
| 16   |

### Национальный состав
Согласно результатам переписи 2002 года, в национальной структуре населения русские составляли 91 % из 23 чел.

## Инфраструктура
Личное подсобное хозяйство с зоной сельскохозяйственного использования, индивидуальная застройка усадебного типа.  Деревня имеет дачную застройку. 
Известные достопримечательности в окрестностях — летний лагерь молодежи и авиабаза Хотилово.

## Транспорт
Деревня доступна автотранспортом по автодороге 28Н-1920.